# Anoteropsis hallae
Anoteropsis hallae är en spindelart som beskrevs av Vink 2002. Anoteropsis hallae ingår i släktet Anoteropsis och familjen vargspindlar. Inga underarter finns listade i Catalogue of Life.